# Acrocephalus orientalis
El carricero oriental (Acrocephalus orientalis) es una especie de ave paseriforme perteneciente a la familia Acrocephalidae propia del Este de Asia.

## Descripción
El Carricero oriental tiene un tamaño de 18-20 cm de largo con una envergadura de 23-26 cm. El plumaje es de color marrón por encima con una grupa más pálida y blanquecinas las plumas de la cola. Las partes inferiores son blancas abajo, marrón los flancos. Tiene estrechas rayas grises en la garganta y el pecho.  Las patas son de color gris.

## Distribución y hábitat
El área de reproducción abarca el sur de Siberia, Mongolia, norte, centro y este de China, Corea y Japón. Pasa el invierno en el noreste de la India y en todo el sudeste asiático hasta las Filipinas e Indonesia, en ocasiones, llegando a Nueva Guinea y Australia. Se ha conocido como un vagabundo en Israel y Kuwait. Se reproduce principalmente en los cañaverales, y también se pueden encontrar en pantanos, arrozales, pastizales y matorrales donde busca insectos y otros invertebrados.
El Carricero oriental tiene pequeños territorios de cría y pueden alcanzar altas densidades de población. El nido es construido a 1-1,5 metros sobre el suelo entre los tallos de caña. La puesta es de dos a seis huevos y se incuba en 12 a 14 días. Los jóvenes pájaros abandonan el nido después de 10 a 15 días. Los principales depredadores en el nido son la Comadreja siberiana y las serpientes del género Elaphe.